# Günter Gräwert

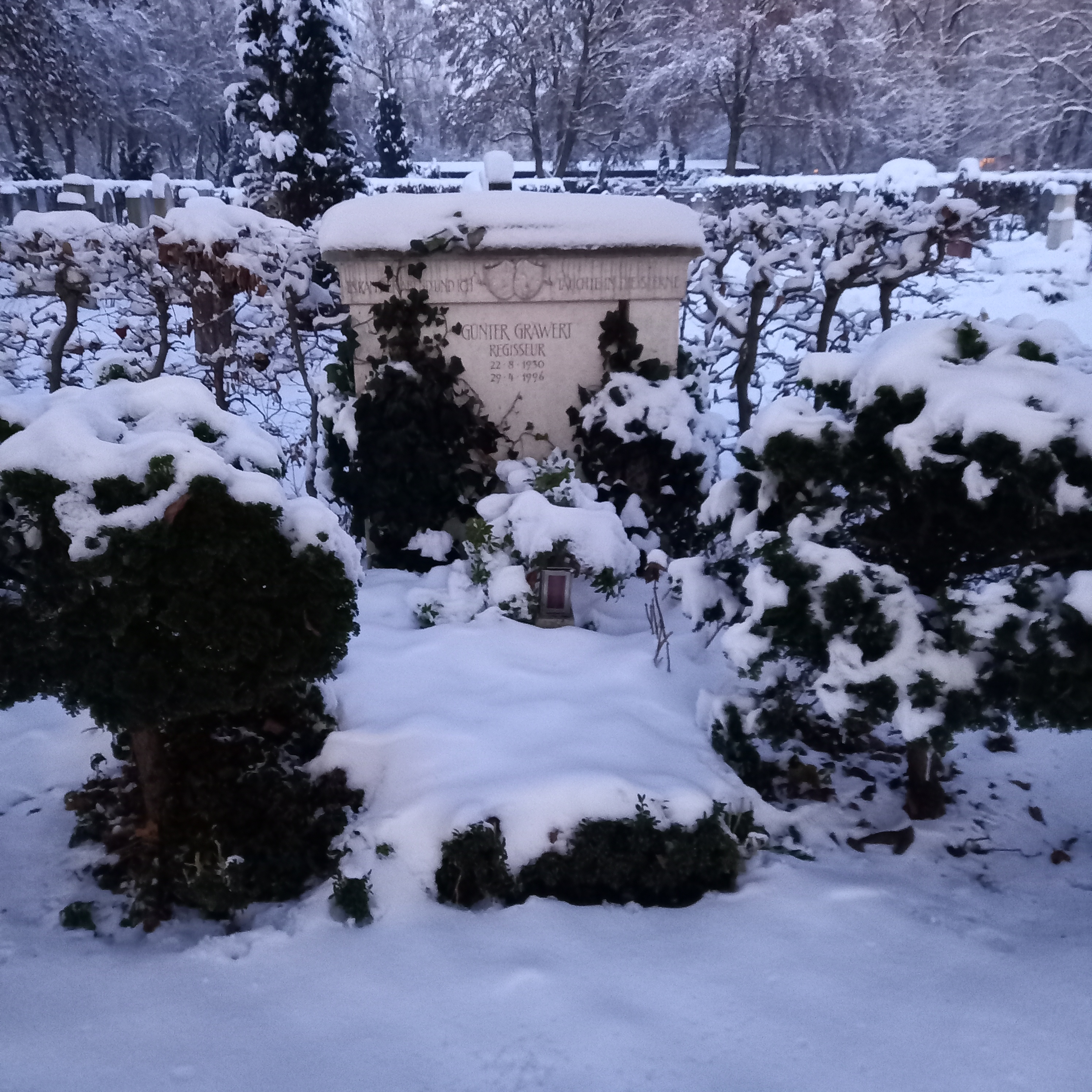
Das Grab von Günter Gräwert auf dem Nordfriedhof (München)

Günter Gräwert (* 22. August 1930 in Memel; † 29. April 1996) war ein deutscher Schauspieler und Regisseur.

## Bühne
Nach dem Abitur in Schwabing 1950 absolvierte Gräwert ein Studium der Malerei an der Kunstakademie in München sowie eine Schauspielausbildung in Stuttgart. Danach fand er zunächst Arbeit als Schauspieler in verschiedenen deutschsprachigen Bühnen, u. a. am Berliner Ensemble Bert Brechts und an den Münchner Kammerspielen.

## Film und Fernsehen
Bereits zu dieser Zeit begann er nach einigen Experimenten als Produzent, Kameramann und Filmeditor mit der Regiearbeit, die den Schwerpunkt seines weiteren künstlerischen Schaffens bildete. Zu seinen seltenen Spielfilmproduktionen zählen Zwei Whisky und ein Sofa mit Maria Schell und Vorsicht Mister Dodd mit Heinz Rühmann.
Stattdessen war Gräwert umfangreich als Autor und Regisseur beim Fernsehen tätig. Er inszenierte Dokumentarfilme, Fernsehspiele wie Ein deutsches Attentat (über das Attentat am Niederwalddenkmal 1883), zahlreiche Folgen verschiedener Fernsehserien wie Tatort, Die seltsamen Methoden des Franz Josef Wanninger (12 Folgen), Polizeiinspektion 1 (11 Folgen), Der Mann ohne Schatten, Der Alte (45 Folgen) und Derrick (13 Folgen).
In einigen Episoden der letztgenannten Serien übernahm er Gastrollen als Schauspieler. Des Weiteren konnte man ihn in der von ihm selbst inszenierten Fernsehserie Kara Ben Nemsi Effendi nach Motiven von Karl May, dem Tatort-Film Abendstern und der Satire Das Wunder des Malachias sehen.  Die letzte Regiearbeit war im Jahre seines Todes der deutsche Kriminalfilm Tresko – Im Visier der Drogenmafia mit Mario Adorf und Gudrun Landgrebe.
Günter Gräwert starb am 29. April 1996 auf einer Autofahrt von Husum nach Hamburg an einem Herzinfarkt.

## Filmografie (Auswahl)

### Regie
- 1961: Die Zukunft ist fällig (auch Drehbuch)
- 1962: Der Abstecher (auch Drehbuch)
- 1963: Die zwölf Geschworenen
- 1963: Zwei Whisky und ein Sofa
- 1964: Vorsicht Mister Dodd
- 1965: Onkelchens Traum
- 1965: Die selige Edwina Black
- 1966–1967: Die seltsamen Methoden des Franz Josef Wanninger (12 Folgen)
- 1966: Üb immer Treu nach Möglichkeit (Fernsehserie)
- 1967: Tragödie in einer Wohnwagenstadt
- 1967: Das Arrangement
- 1967: Ein Fall für Titus Bunge (13 Folgen)
- 1967: Der Röhm-Putsch
- 1968: Kinder des Schattens
- 1968: Der Eismann kommt
- 1968: Der Senator
- 1969: Das große Los
- 1969: Die Reise nach Tilsit (auch Drehbuch)
- 1969: Spion unter der Haube
- 1970: Zug fährt Wiental
- 1970: Der Polizeiminister
- 1970: Maximilian von Mexiko
- 1970: Kinderehen
- 1971: Heißer Sand
- 1971: Das große Projekt
- 1971: Die Weber
- 1971: Miks Bumbullis
- 1971: Der trojanische Sessel
- 1972: Tatort: Rattennest
- 1972: Der Illegale (Fernsehdreiteiler)
- 1973: Liebe mit 50
- 1973: Steig ein und stirb
- 1973–1975: Kara Ben Nemsi Effendi (auch Drehbuch)
- 1974: Tausend Francs Belohnung (auch Drehbuch)
- 1974: Tod in Astapowo
- 1975: Ein deutsches Attentat
- 1976: Hans und Heinz Kirch
- 1976: Der wahre Jakob
- 1976: Tatort: Transit ins Jenseits (auch Drehbuch)
- 1976: Rosaura kam um zehn
- 1977: Tatort: Wer andern eine Grube gräbt …
- 1978–1993: Der Alte (45 Folgen)
- 1978: Tatort: Sterne für den Orient (auch Drehbuch)
- 1979: Jauche und Levkojen (Mehrteiler)
- 1979: Tatort: Gefährliche Träume (auch Drehbuch)
- 1980: Nirgendwo ist Poenichen (Mehrteiler)
- 1981: Es geht seinen Gang oder Mühlen in unserer Ebene
- 1981–1993: Derrick (13 Folgen)
- 1982: Besuch von drüben
- 1982: Der Gärtner von Toulouse
- 1985: Polizeiinspektion 1 (11 Folgen)
- 1986: Acht Stunden Zeit
- 1986: Am Morgen meines Todes
- 1987: Dies Bildnis ist zum Morden schön
- 1987–1988: Eichbergers besondere Fälle (9 Folgen)
- 1996: Der Mann ohne Schatten (2 Folgen)
- 1996: Tresko – Im Visier der Drogenmafia

### Darstellung
- 1959: Ein Mann geht durch die Wand
- 1960: Am grünen Strand der Spree – 1. Teil
- 1961: Die Zukunft ist fällig
- 1961: Zu viele Köche (TV-Krimi-Mehrteiler)
- 1961: Das Wunder des Malachias
- 1961: Der Strafverteidiger
- 1963: Zweierlei Maß
- 1963: Die Nacht der Schrecken
- 1964: Der Trojanische Krieg findet nicht statt
- 1965: Der Drache
- 1966: Die seltsamen Methoden des Franz Josef Wanninger (Fernsehserie, Folge 5, Episode: „Ballgeflüster“)
- 1967: Die seltsamen Methoden des Franz Josef Wanninger (Fernsehserie, Folge 19, Episode: „Das Fest der Mönche“)
- 1971: Heißer Sand
- 1972: Auf den Spuren der Anarchisten
- 1976: Tatort: Abendstern
- 1984: Die Krimistunde (Fernsehserie, Folge 10, Episode: „Ich spiel Sie an die Wand“)
- 1985: Polizeiinspektion 1 – Der Wunderheiler
- 1987: Der Alte: Der sanfte Tod (als Antiquitätenhändler)
- 1989: Schweinegeld – Ein Märchen der Gebrüder Nimm
- 1990: Derrick – Tossners Ende
- 1992: Abgetrieben

## Theater
- 1957: Bertolt Brecht: Leben des Galilei (Ratsherr) – Regie: Erich Engel (Berliner Ensemble)